# Naturens dialektik
Naturens dialektik (På originalspråket tyska: Dialektik der Natur) är ett postumt utgivet manuskript av Friedrich Engels. Det skrevs åren 1873 till 1883, men publicerades inte förrän 1925.
I Naturens dialektik presenterar Engels en dialektisk materialistiskt utkast till en syn på naturvetenskaperna. Boken konstitueras av en serie planskisser, artiklar respektive anteckningar och fragment.